# Carte de joc

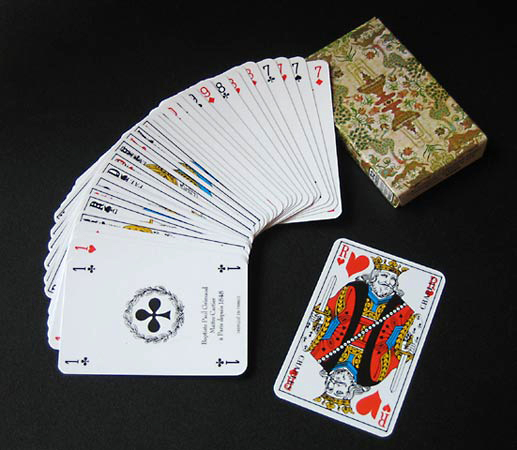
Pachet francez

O carte de joc este o bucată ușoară   de hârtie special pregătită, din carton subțire,  dintr-un amestec de hârtie și bumbac sau dintr-un strat subțire de plastic, marcată cu motive distinctive și utilizată ca una dintre piesele unui set folosit la jocurile de cărți. Cărțile de joc au, de obicei, dimensiunea palmei pentru o manipulare convenabilă și au fost inventate pentru prima dată în China în timpul dinastiei Tang.

## Istoric

### Istoria timpurie

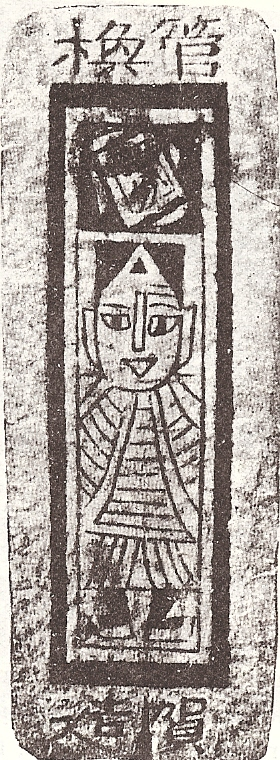
O carte de joc chinezească tipărită care datează din circa 1400 d.Hr. (Dinastia Ming), a fost găsită în apropiere de Turpan, 9,5 x 3,5 cm

Cărțile de joc au fost inventate în timpul dinastiei Tang în preajma secolului al IX-lea, ca urmare a utilizării tehnologiei de imprimare pe lemn. Prima referire posibilă la jocurile de cărți provine dintr-un text din secolul al IX-lea cunoscut sub numele de Colecția de obiecte diverse de la Duyang, scris de scriitorul Su E din timpul dinastiei Tang. El o menționează pe prințesa Tongchang, fiica împăratului Yizong din dinastia Tang, jucând un „joc cu foi” în 868 cu membrii clanului lui Wei Baoheng, familia soțului prințesei.:131 Prima carte cunoscută despre jocul cu „foi” a fost numită Yezi Gexi și ar fi fost scrisă de o femeie din timpul dinastiei Tang. Ea a fost menționată de cronicarii dinastiilor ulterioare. Cărturarul Ouyang Xiu (1007-1072) din timpul dinastiei Song (960-1279)  afirmă că jocul cu „foi” exista cel puțin de la mijlocul dinastiei Tang și asocia inventarea sa cu dezvoltarea tiparului ca mijloc de scriere. Cu toate acestea, Ouyang susține, de asemenea, că „foile” erau pagini dintr-o carte folosite într-un joc de masă jucat cu zaruri și că regulile jocului s-au pierdut prin 1067.
Alte jocuri de cărți care erau practicate în timpul consumului de băuturi alcoolice datează din timpul dinastiei Tang. Cu toate acestea, aceste cărți nu conțineau semne sau numere. În schimb, au fost tipărite cu instrucțiuni sau pedepse pentru cine le-a tras.
Cel mai vechi exemplu atestat de joc cu cărți imprimate cu semne și numere a avut loc pe 17 iulie 1294, când „Yan Sengzhu și Zheng Pig-Dog au fost prinși jucând cărți [zhi pai], iar bucățile de lemn pentru imprimarea lor le-au fost confiscate, împreună cu nouă cărți reale”.
William Henry Wilkinson sugerează că primele cărți ar fi fost hârtii-monedă reale care dublau atât instrumente de joc, cât și de mizele jucate, într-un mod similar cu cel din jocurile cu cărți de colecție. Folosirea hârtiilor-monedă era incomodă și riscantă, astfel că acestea au fost înlocuite cu bani virtuali cunoscuți sub numele de „cărți bani”. Unul dintre cele mai vechi jocuri ale cărui reguli sunt cunoscute este Madiao, un truc-a lua joc, care datează din timpul dinastiei Ming (1368-1644). Cărturarul din secolul al XV-lea Lu Rong l-a descris ca fiind jucat cu 38 de „cărți bani”, împărțite în patru categorii: 9 cu monede, 9 cu șiruri de monede (care ar fi putut fi interpretate greșit ca bastonașe desenate naiv), 9 cu miriade (de monede sau de șiruri de monede) și 11 cu zeci de miriade (o miriadă are 10.000 de unități). Ultimele două categorii aveau desenate imagini ale personajelor din romanul Pe marginea apei în loc de sâmburi:132 cu caractere chinezești pentru a marca rangul și semnul lor. Categoria monedelor, în ordine inversă, cu moneda 9 cea mai mică carte și moneda 1 cea mai mare carte.

### Persia și Arabia
În ciuda varietății mari de modele, există o uniformitate a structurii. Fiecare semn conține douăsprezece cărți cu primele două fiind, de obicei, cărți cu figuri ale regelui și vizirului și următoarele zece fiind cărți cu cifre. Jumătate din semne folosesc ordinea inversă pentru cărțile cu motive. Există mai multe motive pentru cărțile cu semne, printre care monede, trefle, ulcioare și săbii, care au devenit mai târziu semnele de cărți mameluce și latine. Michael Dummett a speculat că cărțile mamelucilor și-ar avea originea într-un pachet de cărți mai vechi ce conținea 48 de cărți împărțite în patru semne, fiecare semn având zece motive și două cărți cu figuri.

### Răspândirea în Europa și primele modificări de design

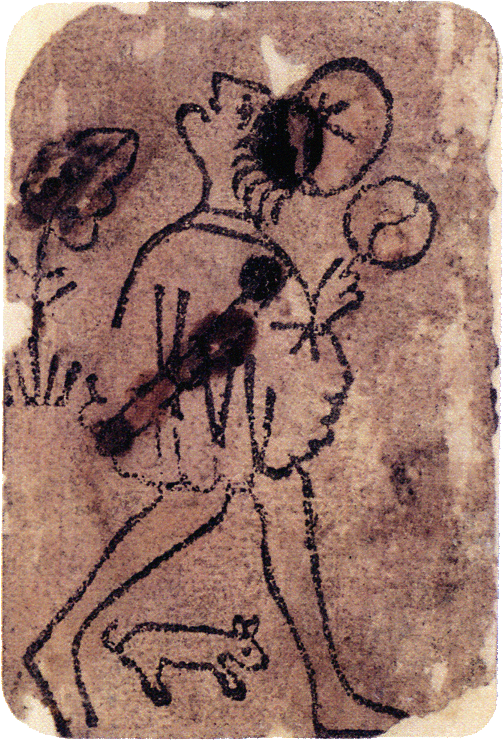
Valetul de monede din cel mai vechi cunoscut pachet de cărți european (c.1390-1410).

Cărțile de joc cu patru simboluri sunt atestate pentru prima dată în Europa de Sud în 1365 și derivă probabil din cărțile mameluce ce aveau cupe, monede, săbii și bastoane de polo, care sunt încă folosite în pachetele tradiționale din țările latine. Deoarece polo-ul era un sport puțin cunoscut europenilor pe atunci, bastoanele de polo au fost înlocuite cu bâte sau măciuci. Prezența lor este atestată în 1371 în  Catalonia, în 1377 în Elveția și în 1380 în mai multe locații, inclusiv Florența și Paris. Utilizarea pe scară largă a cărților de joc în Europa poate fi urmărită, cu certitudine, începând din anul 1377.
În registrele Johannei, Ducesa de Brabant și a lui Vaclav I, Duce de Luxemburg, o mențiune datată 14 mai 1379 consemnează: „Date Domnului și Doamnei patru peters, două forme, valoare opt și o jumătate de moutons, cu care să cumpere un pachet de cărți”. În registrul contabil pentru 1392 sau 1393, Charles sau Charbot Poupart, trezorier al gospodăriei regelui Carol al VI-lea al Franței, înregistrează o plată pentru pictarea a trei seturi de cărți de joc.
Începând de prin perioada 1418-450 fabricanții profesioniști de cărți de joc din Ulm, Nürnberg și Augsburg au creat pachete de cărți tipărite. Cărțile de joc chiar au concurat cu imaginile religioase ca fiind cele mai frecvente utilizări ale gravurilor în această perioadă. Gravurile anterioare de toate tipurile au fost colorate după imprimare fie manual, fie începând de prin 1450 încoace prin șapirografiere. Aceste cărți de joc din secolul al XV-lea erau probabil pictate. Pachetul vânătoresc flamand, deținut de Muzeul Metropolitan de Artă, este cel mai vechi set complet de cărți de joc obișnuite fabricat în Europa în secolul al XV-lea.
Pe măsură ce cărțile de joc s-au răspândit din Italia în țările germanice, semnele latine au fost înlocuite cu următoarele semne: frunze (sau scuturi), inimi (sau trandafiri), clopote și ghinde, și o combinație de semne latine și germanice și nume franțuzești ca trèfles (trefle, trifoi), carreaux (carouri, romburi), cœurs (inimi) și piques (pici) în jurul anului 1480. Trèfle (trifoi) a fost probabil derivat din ghindă și pique (pică) din frunzele de pe cărțile germane. Numele „pique” și „spade”, cu toate acestea, pot fi derivate din simbolul latin sabie (spade). În Anglia, simbolurile franceze au continuat să fie folosite, deși primele pachete care au circulat aveau semne latine. Acest lucru poate explica de ce în limba engleză treflele sunt numite „clubs” și picile „spades”.
La sfârșitul secolului al XIV-lea, europenii au schimbat cărțile mameluce cu figuri pentru a-i reprezenta pe membrii famiilor regale europene și pe apropiații lor. Într-o descriere din anul 1377, primele cărți cu figuri au fost inițial un „Rege” așezat, un mareșal superior care ținea simbolul în sus și un mareșal mai mic care ținea simbolul în jos. Ultimele două corespund cu cărțile Ober și Unter din pachetele de cărți germane și elvețiene. Italienii și ibericii au înlocuit sistemul Ober/Unter cu „Cavaler” și „Fante” sau „Sota” înainte de 1390, probabil pentru a face cărțile mai ușor de distins. În Anglia, cartea cu figuri cea mai mică s-a numit „Knave”, care însemna inițial băiat (cf. cuvântului german Knabe), astfel încât, în acest context, personajul ar putea reprezenta „prințul”, fiul regelui și al reginei; sensul valet a fost dezvoltat mai târziu. Reginele au apărut sporadic în pachete încă din 1377, în special în Germania. Deși germanii au abandonat Regina înaintea anilor 1500, francezii au introdus-o în pachetele de cărți și au pus-o imediat după Rege. Pachetele de 56 de cărți care conțineau un Rege, o Regină, un Cavaler și un Valet (ca în tarot) au devenit comune în secolul al XV-lea.
La mijlocul secolului al XVI-lea, negustorii portughezi au introdus cărțile de joc în Japonia. Primul pachet de cărți indigen japonez a fost Tenshō karuta numit după perioada Tenshō.

### Modificări ulterioare de design

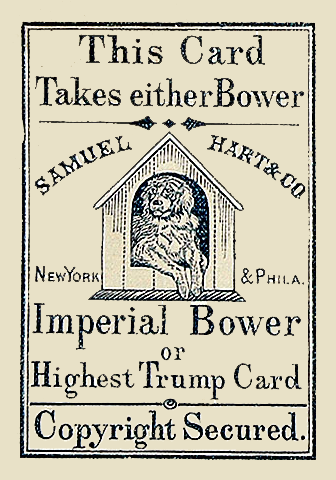
Imperial Bower, primul Joker, realizat de Samuel Hart, c. 1863. Cartea conține instrucțiuni pentru jucătorii nefamiliarizați.

Pachete cu indicii la colț și margine (de exemplu, valoarea cărții tipărită în colțul cărții) a permis jucătorilor să-și țină cărțile aproape împreună într-un evantai cu o singură mână (în loc de două mâini utilizate anterior). Primul astfel de pachet cunoscut cu semne latine a fost tipărit de Infirerra și datat 1693, dar această caracteristică a fost frecvent folosită doar de la sfârșitul secolului al XVIII-lea. Primul pachet anglo-american cu această inovație a fost pachetul Saladee, tipărit de Samuel Hart în 1864. În 1870, el și verii lui de la Lawrence & Cohen au fost urmați de Squeeers, care a tipărit primele cărți cu indici care a avut o răspândire mai mare.
Producătorii de cărți din Statele Unite ale Americii au introdus Joker-ul în pachet. El a fost conceput pentru jocul Euchre, care s-a răspândit din Europa până în America imediat după Războiul de Independență. În jocul Euchre, cel mai mare atu este valetul de atu, numit right bower (din germană Bauer); cel de-al doilea atu ca importanță, left bower, este valetul de aceeași culoare cu atuul. Joker-ul a fost inventat în jurul anului 1860 ca un al treilea atu, imperial sau best bower, care a fost clasat mai sus decât ceilalți doi bowers. Se crede că numele de pe card derivă din juker, o variantă de nume pentru Euchre. Cea mai veche menționare a unui Joker care funcționa ca un wild card datează din 1875, cu o variație la jocul de poker.

## Formate moderne
| Italian  | Cupă      | Monedă      | Măciucă | Sabie  |
| Spaniol  | Cupă      | Monedă      | Măciucă | Sabie  |
| Elvețian | Trandafir | Clopoțel    | Ghindă  | Scut   |
| German   | Inimă     | Clopoțel    | Ghindă  | Frunză |
| Francez  | Inimă     | Romb (Caro) | Treflă  | Pică   |

Cărțile de joc contemporane sunt grupate în trei mari categorii, în funcție de simbolurile folosite: franceze, latine și germanice. Semnele latine sunt foarte asemănătoare cu cele folosite de spanioli și italieni. Semnele elvețiano-germane sunt destul de distincte pentru a fi evidențiate. Cu excepția Jokerilor și a atuurilor tarot, pachetul francez de 52 de cărți păstrează numărul de cărți din pachetul de cărți folosit de mameluci, în timp ce pachetele latin și germanic au mai puține cărți. Pachetele latine încep cu cărțile cu valori mai mari, în timp ce pachetele germanice încep cu cărțile cu valori mai mici.

## Legături externe
Istoria cărților de joc
- Timeline playing card and tarot history (1370 - 1800)
- Illustrated history of playing cards
- Illustrated short history of playing cards
- History of playing cards
- History of playing cards
- Taxes and Tax Stamps on Playing Cards
- Short history of playing cards

Muzee, institute și organizații
- Collection of links

Colecții online de cărți de joc
- World Web Playing Cards Museum
- British museum
- Bibliothèque nationale de France (Gallica)
- Yale University, Cary Collection of Playing Cards

Producători
- The United States Playing Card Company
- Carta Mundi, Belgium
- Fournier, Spain
- ASS Altenburger Spielkarten, Germany Arhivat în 22 iulie 2017, la Wayback Machine.
- Ferd. Piatnik & Sons, Austria
- Custom made playing cards, India